# 賀宗
賀宗（1392年—？），字敬祖，湖廣長沙府湘鄉縣人，明朝政治人物。進士出身。

## 生平
湖廣鄉試第三十四名。宣德五年（1430年）丁丑科會試第四十六名，殿試登進士第三甲第十三名。

## 家族
曾祖賀汝隆。祖父賀應明。父亲賀漢源。